# Diplazium cuneifolium
Diplazium cuneifolium är en majbräkenväxtart som beskrevs av Eduard Rosenstock.
Diplazium cuneifolium ingår i släktet Diplazium och familjen Athyriaceae. Inga underarter finns listade i Catalogue of Life.